# Delta Irawadi

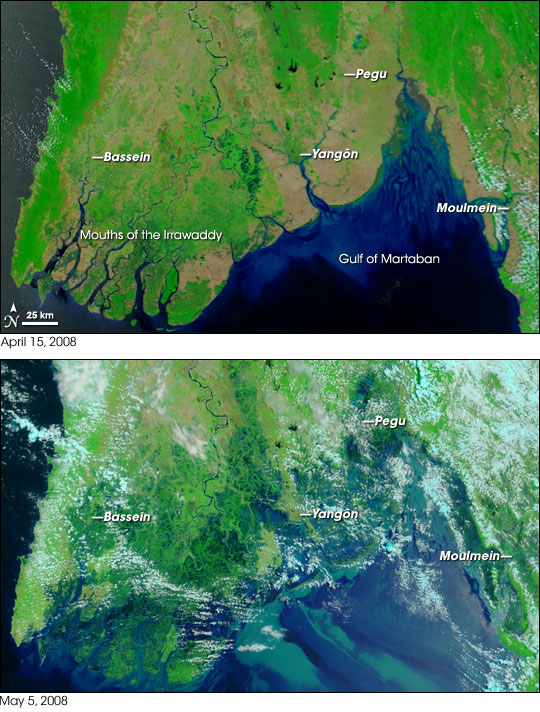
W 2008 r. część obszarów nisko położonej delty (50400 km²) została zniszczona przez cyklon Nargis

Delta Irawadi – delta rzeki Irawadi leżąca w Mjanmie, na terenie prowincji Irawadi.
Jest to najniżej położony teren Mjanmy, zajmujący obszar od górnej granicy oddziaływania pływów na wysokości Myan Aung do Zatoki Bengalskiej i Morza Andamańskiego 290 km na południe, u ujścia rzeki Irawadi. Rejon delty jest gęsto zamieszkany i, dzięki żyznej aluwialnej glebie, odgrywa dominującą rolę w uprawie ryżu prowadzonej jeszcze nawet na poziomie 3 m nad poziomem morza. Obszar delty zamieszkują też społeczności rybackie wykorzystujące olbrzymi teren pełen rzek i strumieni. 2 maja 2008 r. mieszkańcy delty doświadczyli potężnej katastrofy w postaci niszczycielskiego cyklonu Nargis który, według części źródeł, spowodował śmierć ponad 77 000 osób i zaginięcie dalszych 55 900, a około 2,5 mln ludzi pozostawił bez dachu nad głową.

## Geografia

### Odnogi rzek i część lądowa
Delta Irawadi obejmuje główne odnogi rzek Pathein, Pyapon, Bogalay i Toe. Mawtin Zun na przylądku Nagaye Angu (ang. Cape Negrais) jest słynnym punktem orientacyjnym na terenie Dystryktu Irawadi; wyznacza on także południowo-zachodni kraniec Mjanmy. Najwyższy punkt delty, góra Waphu (404 m), położony jest pomiędzy Basejn a Mawtin Zun, w jej zachodniej części. Dużą część obszaru delty zajmują tereny położone nisko, bo tylko 3 m, nad poziomem morza. Ta aluwialna równina ograniczona jest od zachodu przez Góry Arakańskie, a od wschodu przez Góry Pegu. Duże płynące na południe rzeki podlegające oddziaływaniu pływów dzielą deltę na wyspy i półwyspy. Jedna trzecia obszaru delty od strony morza jest całkowicie płaska i nie ma żadnej lokalnej rzeźby ani wyróżniających się obszarów na odcinku 130 km ze wschodu na zachód
Wody płynących deltą rzek są bardzo mętne z powodu dużych ilości mułu, jaki niosą, a morze otaczające linię brzegową i opływające deltę od wschodu jest bardzo płytkie, z głębokością nie przekraczającą 5,5 m w odległości nawet do 28 km od wybrzeża. Skutkiem ciągłego przyrostu delty w stronę morza jest przesuwanie się jej linii brzegowej w tempie 5–6 km na 100 lat, co odpowiada około 1000 hektarów nowego lądu rocznie

### Klimat
Roczne opady deszczu w regionie delty wynoszą około 2500 mm, a średnia temperatura 32 °C. Większość opadów deszczu przypada na porę monsunów pomiędzy połową maja a połową listopada. Chłodniejsza i sucha pora roku trwa od połowy października do połowy lutego, kiedy temperatura zaczyna rosnąć, a od kwietnia do początku maja wieją szkwały poprzedzające monsun.

### Ekosystemy
Najpowszechniejszy typ roślinności delty to lasy namorzynowe (birm. Lamu) i zarośla palmy nipa (birm. Dani). Zniszczenia namorzynów i wylesianie w rejonie wybrzeża przyczyniły się do zwiększenia rozmiarów katastrofy wywołanej przez cyklon Nargis i zwiększają narażenie obszaru delty na wystąpienie podobnych zniszczeń w przyszłości

### Wyspy
Najważniejsze wyspy na obszarze delty to Haingyi Kyun, Leit Kyun, Pyin Salu Kyun i Meinmahla Kyun.

### Główne miasta
Do głównych miast delty należą Bogalay, Maubin, Myaungmya, Moulmeingyun, Pandanaw, Basejn, Pyapun, Dedaye, Twante i Kyauktan.

### Kanały
Z wyjątkiem przekopanego w okresie kolonialnym Kanału Twante, na terenie delty brak jest sztucznych dróg wodnych i rozbudowanego systemu irygacji.

## Rola w historii
W przeszłości delta zamieszkana była przez Monów. Z kilkoma wyjątkami, od połowy XI w. władzę nad obszarem delty sprawowały birmańskie królestwa położone dalej na północ wzdłuż biegu Irawadi. Władza nad tym żyznym terenem powracała do mońskich królestw ze stolicą w Pegu w okresie od XIII do XV w. (1287-1539) oraz, na krótko, w XVIII w. (1747-1757).
Delta była także pierwszym przyczółkiem Imperium Brytyjskiego w Mjanmie. Brytyjczycy zajęli wyspę Haingyi Kyun (ang. Negrais Island) w 1753 r., po tym, gdy Monowie odrzucili ich żądanie zgody na utworzenie stacji handlowej w Taninthayi. Birmański król Alaungpaya przekazał wyspę Brytyjczykom w roku 1757, ale odebrał ją siłą w 1759 r., gdy uznał, iż został przez nich zdradzony podczas wojny z Monami. Stoczona na terenie delty w 1825 r. bitwa pod Danubyu była ostatnim większym wystąpieniem Birmańczyków przeciw posuwającym się naprzód siłom brytyjskim podczas I wojny brytyjsko-birmańskiej (1824-1826). Delta została ostatecznie zajęta przez Brytyjczyków podczas II wojny brytyjsko-birmańskiej w 1852 r. i stała się wówczas częścią Birmy Brytyjskiej.
Począwszy od roku 1861, gdy Birmańczycy zaczęli migrować na południe do Birmy Brytyjskiej w poszukiwaniu lepszych terenów rolniczych, brytyjska administracja kolonialna zaczęła osuszać część bagien i mokradeł zajmujących większą część obszaru delty oraz budować wały i groble, aby umożliwić uprawę ryżu. Dziś istnieje 1300 km większych wałów chroniących 600 000 hektarów ryżowisk.

## Mieszkańcy
Delta zamieszkana jest przez społeczności rolnicze i rybackie zamieszkujące, oprócz posiadających targi miast, wsie położone najczęściej wzdłuż biegu głównych rzek. Ze 100 osobami przypadającymi na każde 100 km², jest to jeden z najgęściej zaludnionych regionów kraju, zamieszkany przez 3,5-milionową populację. Do obecnych mieszkańców delty należą, oprócz Monów i Birmańczyków, Karenowie Pwo i Muzułmanie.

## Gospodarka
Region delty jest największym producentem ryżu w Mjanmie, dlatego jego infrastruktura drogowa została solidnie rozwinięta w latach 90. XX w. i na początku XXI w. Około dwóch trzecich całości gruntów ornych zajmuje uprawa ryżu, którego plony wynoszą około 20-25 kwintali z hektara. Połów ryb odbywa się zarówno ze stałych pomostów, jak i z małych łodzi. Poważną aktywnością ekonomiczną są też połowy krewetek i zbieranie jaj żółwi, jednak zajęcia te są obecnie zagrożone ze względu na postępujące kurczenie się obszaru lasów namorzynowych wywołane pozyskiwaniem gruntów pod uprawy. Ponieważ droga wodna jest najwygodniejsza przy poruszaniu się po delcie, prawie każde gospodarstwo domowe posiada łódź, a większe miasta, takie jak Bogalay, Mawlamyinegyun i Myaungmya obsługiwane są przez parowce.

## Tereny dziedzictwa narodowego i rezerwaty natury
Rezerwat Meinmahla Kyun jest terenem dziedzictwa narodowego oraz miejscem występowania lasów namorzynowych i zróżnicowanego życia morskiego. Występujący w Irawadi delfin krótkogłowy (ang. Irrawaddy dolphin) nie jest w istocie delfinem słodkowodnym charakterystycznym tylko dla delty tej rzeki, ale jest to ssak morski często wpływający do rzek Azji Południowo-Wschodniej.